# 島田荘司
島田 荘司（しまだ そうじ、1948年10月12日 -）は、日本の小説家・推理作家。

## 人物
広島県福山市に生まれる。広島県立福山誠之館高校、武蔵野美術大学商業美術デザイン科を卒業。ライター、ミュージシャンなどを経て、1981年に名探偵御手洗潔が登場する『占星術殺人事件』（投稿時の題名は『占星術のマジック』）が江戸川乱歩賞最終候補作品となり小説家としてデビューする。本作は2014年1月、イギリスの有力紙『ガーディアン』で「世界の密室ミステリーベスト10」の第2位に選ばれた。
主な作品には、この御手洗潔シリーズの他に、吉敷竹史シリーズがある。吉敷竹史シリーズはTBS系で『警視庁三係・吉敷竹史シリーズ』としてドラマ化されている。その他死刑、冤罪、日本人論、文明論を扱った作品も執筆している。2015年12月現在、御手洗潔シリーズの国内累計総部数は532万5千部に到達している（海外翻訳版、コミカライズ、角川書店分はノーカウント）。
近年は本格ミステリーにおける新人の推薦にも力を入れている。2007年からは、出身地である広島県福山市が開催する「島田荘司選 ばらのまち福山ミステリー文学新人賞」の選考委員を務め、本格推理小説の書き手を発掘している。
また近年では、日本のみならずアジア全体に視野を広げ、本格推理小説の発展を支えている。2008年からは台湾の出版社皇冠文化出版と、日本の文藝春秋、中国、タイの出版社がタッグを組んで開催する「島田荘司推理小説賞」の募集が開始され、その最終選考を本人自ら行っている。2009年には、講談社より刊行される「島田荘司選 アジア本格リーグ」の選者となり、アジア各地域の良質な本格推理小説を紹介している。また日本国内でも2011年3月スタートの南雲堂の本格ミステリー・ワールド・スペシャルというシリーズにおいては二階堂黎人と共に日本国内の新人作家の推理小説を多数編纂・監修、講談社発「本格ミステリー『ベテラン新人』発掘プロジェクト」では講師として60歳以上のベテラン新人を発掘。
2015年3月には御手洗潔シリーズ初の映像化となる『傘を折る女』が単発ものとしてフジテレビ系で放送された。さらに翌2016年6月には、出身地である福山市制100周年を記念して地元福山を舞台に映画化の為に書き下ろした『星籠の海』が全国公開された。

## エピソード
- 『KAWADE夢ムック 総力特集伊坂幸太郎』によると、伊坂の島田の著作のベスト5は『北の夕鶴2/3の殺人』『奇想、天を動かす』『暗闇坂の人喰いの木』『水晶のピラミッド』『アトポス』だそうである。2013年5月発売『本の雑誌』「伊坂幸太郎が選ぶ島田荘司の10冊」は前述の5冊に加え、『夏、19歳の肖像』『御手洗潔のダンス』『ロシア幽霊軍艦事件』『涙流れるままに』『アルカトラズ幻想』をセレクト。また、一般的に島田の代表作とされる『占星術殺人事件』『斜め屋敷の犯罪』については、ミステリーマニアなら喜ぶかもしれないがミステリー初心者に薦めるには適さない小説かもしれないと評している。
- 2006年より南雲堂より『島田荘司全集』の刊行がスタートしたが、本の背表紙のタイトルで『斜め屋敷の犯罪』が『斜屋敷の犯罪』と誤植されていた。
- 2009年5月に刊行された『島田荘司全集 III』での綾辻との対談にて、綾辻より本格ミステリ作家クラブに入会を勧誘されたが島田がそれを拒否したという事実が明らかにされている。しかし後述する本格ミステリクラブ主催の本格ミステリ大賞の自作ノミネートは受諾している。
- BS-TBSの番組『巨匠たちの輝き〜歴史を創った芸術家たち〜』第3回「名探偵の推理」（2013年10月16日）にゲスト出演した。
- イラストレーター／ミュージシャン時代の1976年10月に「シマダソウジ（嶋田荘司）」名義で、ポリドールから『LONELY MEN』というタイトルのアルバムをリリースしている[8]。大半の曲の作詞・作曲・歌・演奏をこなし、さらにアルバムジャケットデザインも手掛けている[8]。これが松任谷由実や石川セリ、山崎ハコらの発掘で知られる林美雄に気に入られ、林の『パックインミュージック』にゲストとして招かれたことがある[8]。島田荘司全集も出版している南雲堂から1995年にCDも出たが以降廃盤[8]。

## 無冠の帝王、戴冠
- 『占星術殺人事件』に続いて出版された『斜め屋敷の犯罪』『死者が飲む水』も実は江戸川乱歩賞に応募された作品である（講談社文庫の江戸川乱歩賞全集の巻末にある予選通過作品一覧にその名を見つけることができる）。しかし両作品とも最終候補にも残らず予選通過のみで落選、という憂き目に遭っている。
- 1984年、『漱石と倫敦ミイラ殺人事件』で、1985年、『夏、19歳の肖像』で直木賞候補にあがるが、落選。以降の作品では直木賞にノミネートされていない。
- 1985年は吉川英治文学新人賞に『漱石と倫敦ミイラ殺人事件』が候補としてノミネートされるが、落選。
- 日本推理作家協会賞には8年連続で8回候補としてノミネートされたが、これは選考前に本人から辞退している[9]。
- 上記の日本推理作家協会賞ノミネート拒否の経緯により賞レースに消極的な姿勢を貫いていたかに見えたが、2005年に発表した『摩天楼の怪人』が本格ミステリ大賞にノミネートされた際、拒否することなく候補を受諾した。しかし結果は東野圭吾の『容疑者Xの献身』が大賞を受賞、『摩天楼の怪人』は2票差で次点に甘んじることとなった。
- 以上のように、デビュー以来本格推理をリードしてきた島田だったが賞とは無縁であり、「無冠の帝王」と称されることもあった[10]。しかし2008年10月22日、第12回日本ミステリー文学大賞を受賞[11]、無冠を返上した[10]。
- その後2010年に発表の『写楽、閉じた国の幻』で第11回本格ミステリ大賞にノミネートされるも受賞ならず（大賞は麻耶雄嵩『隻眼の少女』）[12]。

## ミステリ・ランキング
- 週刊文春ミステリーベスト10
  - 1984年 - 『漱石と倫敦ミイラ殺人事件』3位
  - 1985年 - 『北の夕鶴2/3の殺人』4位、『夏、19歳の肖像』10位
  - 1986年 - 『火刑都市』5位
  - 1987年 - 『網走発遙かなり』9位
  - 1988年 - 『切り裂きジャック・百年の孤独』10位
  - 1989年 - 『奇想、天を動かす』4位
  - 1990年 - 『暗闇坂の人喰いの木』5位
  - 1991年 - 『水晶のピラミッド』3位
  - 1992年 - 『眩暈』9位
  - 1993年 - 『アトポス』6位
  - 2005年 - 『摩天楼の怪人』10位
  - 2010年 - 『写楽 閉じた国の幻』6位
  - 2012年 - 『アルカトラズ幻想』15位
  - 2015年 - 『新しい十五匹のネズミのフライ ジョン・H・ワトソンの冒険』7位
  - 2016年 - 『屋上の道化たち』8位
- このミステリーがすごい!
  - 1988年 - 『異邦の騎士』5位、『切り裂きジャック・百年の孤独』15位
  - 1989年 - 『奇想、天を動かす』3位
  - 1991年 - 『暗闇坂の人喰いの木』10位
  - 1992年 - 『水晶のピラミッド』5位
  - 1993年 - 『眩暈』15位
  - 1997年 - 『龍臥亭事件』15位
  - 2003年 - 『魔神の遊戯』16位
  - 2011年 - 『写楽 閉じた国の幻』2位
  - 2014年 - 『星籠の海』9位
  - 2016年 - 『新しい十五匹のネズミのフライ ジョン・H・ワトソンの冒険』18位
  - 2017年 - 『屋上の道化たち』26位
  - 2024年 - 『ローズマリーのあまき香り』19位
- 本格ミステリ・ベスト10
  - 1997年 - 『龍臥亭事件』10位
  - 1999年 - 『御手洗潔のメロディ』18位
  - 2002年 - 『ロシア幽霊軍艦事件』7位
  - 2003年 - 『魔神の遊戯』10位
  - 2004年 - 『ネジ式ザゼツキー』10位
  - 2005年 - 『龍臥亭幻想』13位
  - 2006年 - 『摩天楼の怪人』6位
  - 2007年 - 『UFO大通り』11位、『帝都衛星軌道』18位
  - 2008年 - 『リベルタスの寓話』9位
  - 2011年 - 『写楽 閉じた国の幻』7位
  - 2013年 - 『アルカトラズ幻想』8位
  - 2014年 - 『星籠の海』9位
  - 2016年 - 『新しい十五匹のネズミのフライ ジョン・H・ワトソンの冒険』15位
  - 2017年 - 『屋上の道化たち』8位
  - 2019年 - 『鳥居の密室 世界にただひとりのサンタクロース』24位
  - 2020年 - 『盲剣楼奇譚』21位
  - 2024年 - 『ローズマリーのあまき香り』17位
- ミステリが読みたい!
  - 2011年 - 『写楽 閉じた国の幻』3位
- MRC大賞
  - 2023年 - 『ローズマリーのあまき香り』9位

## 作品リスト
（年代は初出）

### 小説

#### 全集
- 島田荘司全集I（2006年9月 南雲堂）
  - 収録作品：占星術殺人事件 / 斜め屋敷の犯罪 / 死者が飲む水
- 島田荘司全集II（2008年1月 南雲堂）
  - 収録作品：寝台特急「はやぶさ」1/60秒の壁 / 噓でもいいから殺人事件 / 出雲伝説7/8の殺人 / 漱石と倫敦ミイラ殺人事件
- 島田荘司全集III（2009年5月 南雲堂）
  - 収録作品：北の夕鶴2/3の殺人 / 高山殺人行1/2の女 / 殺人ダイヤルを捜せ / 消える「水晶特急」
- 島田荘司全集IV（2010年12月 南雲堂）
  - 収録作品：確率2/2の死 / サテンのマーメイド / 夏、19歳の肖像 / 火刑都市
- 島田荘司全集V（2012年6月 南雲堂）
  - 収録作品：消える上海レディ / Yの構図 / 網走発遙かなり / 展望塔の殺人
- 島田荘司全集VI（2014年6月 南雲堂）
  - 収録作品：御手洗潔の挨拶 / ひらけ!勝鬨橋 / 灰の迷宮 / 毒を売る女
- 島田荘司全集VII（2016年11月 南雲堂）
  - 収録作品：異邦の騎士 / 切り裂きジャック・百年の孤独 / 嘘でもいいから誘拐事件 / 夜は千の鈴を鳴らす
- 島田荘司全集VIII（2021年1月 南雲堂）
  - 収録作品：幽体離脱殺人事件 / 見えない女 / 奇想、天を動かす / 羽衣伝説の記憶
- 島田荘司全集IX（2024年6月 南雲堂）
  - 収録作品：御手洗潔のダンス / 踊る手なが猿 / 暗闇坂の人喰いの木

#### 御手洗潔シリーズ
- 占星術殺人事件（1981年12月 講談社）
  - 【改訂完全版】占星術殺人事件（2008年1月 講談社）
- 斜め屋敷の犯罪（1982年10月 講談社）
  - 【改訂完全版】斜め屋敷の犯罪（2008年2月 講談社）
- 御手洗潔の挨拶（1987年10月 講談社）
  - 収録作品：数字錠 / 疾走する死者 / 紫電改研究保存会 / ギリシャの犬
- 異邦の騎士（1988年4月 講談社）
  - 【改訂完全版】異邦の騎士（1997年10月 原書房）
- 御手洗潔のダンス（1990年7月 講談社）
  - 収録作品：山高帽のイカロス / ある騎士の物語 / 舞踏病 / 近況報告
- 暗闇坂の人喰いの木（1990年10月 講談社）
  - 【改訂完全版】暗闇坂の人喰いの木（2021年3月 講談社文庫）
- 水晶のピラミッド（1991年9月 講談社）
- 眩暈（1992年9月 講談社）
- アトポス（1993年10月 講談社）
- 龍臥亭事件（上・下）（1996年1月 光文社）
- 御手洗潔のメロディ（1998年10月 講談社）
  - 収録作品：IgE / SIVAD SELIM / ボストン幽霊絵画事件 / さらば遠い輝き
- Pの密室（1999年10月 講談社）
  - 収録作品：鈴蘭事件 / Pの密室
- 最後のディナー（1999年11月 原書房）
  - 収録作品：里美上京 / 大根奇聞 / 最後のディナー
- ハリウッド・サーティフィケイト（2001年8月 角川書店）
- ロシア幽霊軍艦事件（2001年10月 原書房）
- 魔神の遊戯（2002年8月 文藝春秋）
- セント・ニコラスの、ダイヤモンドの靴（2002年12月 原書房）
- 上高地の切り裂きジャック（2003年3月 原書房）
  - 収録作品：上高地の切り裂きジャック / 山手の幽霊
- ネジ式ザゼツキー（2003年10月 講談社）
- 龍臥亭幻想（上・下）（2004年10月 光文社）
- 摩天楼の怪人（2005年10月 東京創元社）
- 溺れる人魚（2006年6月 原書房）
  - 収録作品：溺れる人魚 / 人魚兵器 / 耳の光る児 / 海と毒薬
- UFO大通り（2006年8月 講談社）
  - 収録作品：UFO大通り / 傘を折る女
- 犬坊里美の冒険（2006年10月 光文社）
- 最後の一球（2006年11月 原書房）
- リベルタスの寓話（2007年10月 講談社）
  - 収録作品：リベルタスの寓話 / クロアチア人の手
- 進々堂世界一周 追憶のカシュガル（2011年 新潮社）
  - 【改題】御手洗潔と進々堂珈琲（2015年 新潮文庫nex）
    - 収録作品：進々堂ブレンド1974 / シェフィールドの奇跡 / 戻り橋と悲願花 / 追憶のカシュガル
- 星籠の海（上・下）（2013年10月 講談社）
- 屋上の道化たち（2016年4月 講談社）
  - 【改題】屋上（2018年2月 講談社ノベルス）
- 御手洗潔の追憶（2016年5月 新潮文庫nex）
  - 収録作品：御手洗潔、その時代の幻 / 天使の名前 / 石岡先生の執筆メモから。 / 石岡氏への手紙 / 石岡先生、ロング・ロング・インタヴュー / シアルヴィ / ミタライ・カフェ
- 名探偵傑作短篇集 御手洗潔篇（2017年8月 講談社文庫）
  - 収録作品：数字錠 / ギリシャの犬 / 山高帽のイカロス / IgE / SIVAD SELIM
- 鳥居の密室 世界にただひとりのサンタクロース（2018年8月 新潮社）
- ローズマリーのあまき香り（2023年4月 講談社）
- 伊根の龍神（2025年3月 原書房）

#### 吉敷竹史シリーズ
- 寝台特急「はやぶさ」1/60秒の壁（1984年2月 光文社）
- 出雲伝説7/8の殺人（1984年6月 光文社）
- 北の夕鶴2/3の殺人（1985年1月 光文社）
- 消える「水晶特急」（1985年5月 角川書店）
- 確率2/2の死（1985年9月 光文社）
- Yの構図（1986年12月 光文社）
- 灰の迷宮（1987年12月 光文社）
- 夜は千の鈴を鳴らす（1988年11月 光文社）
- 幽体離脱殺人事件（1989年5月 光文社）
- 奇想、天を動かす（1989年9月 光文社）
- 羽衣伝説の記憶（1990年2月 光文社）
- ら抜き言葉殺人事件（1991年2月 光文社）
- 飛鳥のガラスの靴（1991年12月 光文社）
- 涙流れるままに（上・下）（1999年6月 光文社）
- 吉敷竹史の肖像（2002年11月 光文社）
  - 【改題】光る鶴（2006年9月 光文社文庫）
    - 収録作品：光る鶴 / 吉敷竹史、十八歳の肖像 / 電車最中
- 盲剣楼奇譚（2019年8月 文藝春秋）

#### そのほかの小説
1980年代
- 死体が飲んだ水（1983年6月 講談社）
  - 【改題】死者が飲む水（1987年5月 光文社文庫）
  - 【改訂完全版】死者が飲む水（2008年3月 講談社）
- 嘘でもいいから殺人事件（1984年4月 集英社）
- 漱石と倫敦ミイラ殺人事件（1984年9月 集英社）
  - 【完全改訂総ルビ版】漱石と倫敦ミイラ殺人事件（2009年3月 光文社）
- 高山殺人行1/2の女（1985年3月 光文社）
- 殺人ダイヤルを捜せ（1985年5月 講談社）
- サテンのマーメイド（1985年9月 集英社）
- 夏、19歳の肖像（1985年10月 文藝春秋）
- 火刑都市（1986年4月 講談社）
  - 【改訂完全版】火刑都市（2020年3月 講談社文庫）
- 消える上海レディ（1986年4月 角川書店）
- 網走発遥かなり（1987年4月 講談社）
  - 【改訂完全版】網走発遥かなり（2024年1月 講談社文庫）
    - 収録作品：丘の上 / 化石の街 / 乱歩の幻影 / 網走発遥かなり
- 展望塔の殺人（1987年8月 光文社） - 「発狂する重役」は吉敷竹史シリーズ
  - 収録作品：緑色の死 / 都市の声 / 発狂する重役 / 展望塔の殺人 / 死聴率 / D坂の密室殺人
- ひらけ！勝鬨橋（1987年11月 角川書店）
- 毒を売る女（1988年3月 光文社） - 「糸ノコとジグザグ」は御手洗潔シリーズ
  - 【改訂完全版】毒を売る女（2020年6月 河出文庫）
    - 収録作品：毒を売る女 / 渇いた都市 / 糸ノコとジグザグ / ガラスケース / バイクの舞姫 / ダイエット・コーラ / 土の殺意 / 数字のある風景
- 切り裂きジャック・百年の孤独（1988年8月 集英社）
- 嘘でもいいから誘拐事件（1988年11月 集英社）
  - 収録作品：嘘でもいいから誘拐事件 / 嘘でもいいから温泉ツアー
- 見えない女（1989年9月 光文社）
  - 【改題】インドネシアの恋唄（1995年6月 南雲堂）
    - 収録作品：インドネシアの恋唄 / 見えない女 / 一人で食事をする女

1990年代
- 踊る手なが猿（1990年8月 光文社）
  - 収録作品：踊る手なが猿 / Y字路 / 赤と白の殺意 / 暗闇団子
- 都市のトパーズ（1990年9月 集英社）
  - 【改訂愛蔵版】都市のトパーズ（1999年6月 原書房）
  - 【改題】都市のトパーズ2007（2007年6月 講談社）
- 天国からの銃弾（1992年12月 光文社）
  - 収録作品：ドアX / 首都高速の亡霊 / 天国からの銃弾
- 天に昇った男（1994年10月 光文社）

2000年以降
- 透明人間の納屋（2003年7月 講談社）
- 天に還る舟（2005年7月 南雲堂）- 共著：小島正樹
- エデンの命題（2005年11月 光文社）
- 帝都衛星軌道（2006年5月 講談社）
- 島田荘司 very BEST10 （2007年12月 講談社BOX）
  - 収録作品：（Reader's Selection）数字錠 / 糸ノコとジグザグ / 疾走する死者 / ある騎士の物語 / 最後のディナー（Author's Selection）大根奇聞 / 暗闇団子 / 耳の光る児 / 傘を折る女 / 山手の幽霊
- Classical Fantasy Within（既刊8巻、講談社BOX）
  - 第一話 ロケット戦闘機「秋水」（2008年1月）
  - 第二話 怪力光線砲（2008年2月）
  - 第三話 火を噴く龍（2008年3月）
  - 第四話 アル・ヴァジャイヴ戦記 決死の千騎行（2008年10月）
  - 第五話 アル・ヴァジャイヴ戦記 ヒュッレム姫の救出（2008年11月）
  - 第六話 アル・ヴァジャイヴ戦記 ポルタトーリの壺（2008年12月）
  - 第七話 アル・ヴァジャイヴ戦記 再生の女神、アイラ（2009年1月）
  - 第八話 ハロゥウイン・ダンサー（2010年5月）
- 写楽 閉じた国の幻（2010年6月 新潮社）
- ゴーグル男の怪（2011年10月 新潮社）
- アルカトラズ幻想（2012年9月 文藝春秋）
- 幻肢（2014年8月 文藝春秋）
- 新しい十五匹のネズミのフライ ジョン・H・ワトソンの冒険（2015年9月 新潮社）

#### 単行本未収録作品
- 金獅子（『季刊 島田荘司02』2000年 原書房）※歴史小説の連載として第1回目が掲載されるも、以降連載途絶になり未完
- 痴漢をゆるさない！ 犬坊里美の冒険 検察修習編（2010年11月『ジャーロ』No.40 2010 AUTUMN・WINTER）
- ゴーグル男の怪（『探偵Xからの挑戦状！3』 2012年5月 小学館文庫）※NHK総合テレビ2011年8月5日放送の『探偵Xからの挑戦状！ 真夏のミステリースペシャル ゴーグル男の怪』の原作中編で、同題の新潮社版長編の原形作品
- 御手洗潔ショートショート（『BAILA』2016年6月号 集英社）
- 香具山の白い衣（『ダ・ヴィンチ』2016年6月号 角川書店）※『星籠の海』スピンオフ
- 世界にただひとりのサンタクロース（アンソロジー『鍵のかかった部屋 5つの密室』2018年9月 新潮文庫nex）※『鳥居の密室 世界にただひとりのサンタクロース』の一部を抜粋した短編
- 相馬樓、雪の幻（『島田荘司選 日華ミステリーアンソロジー』2021年3月 講談社）
- 加賀友禅の橋（『北国新聞』2022年8月27日）
- 御手洗くん水上の冒険（『メフィスト』2025 SUMMER VOL.16 - 講談社）

### ノンフィクション
- 秋好事件（1994年10月 講談社）
  - 【改訂・改題】秋好英明事件（2005年1月 南雲堂）
- 三浦和義事件（1997年11月 角川書店）

### エッセイ
- 砂の海の航海 パリ・ダカール・ラリー（1987年6月 新潮社）
- ポルシェ911の誘惑（1989年2月 講談社）
- 異邦人の夢（1989年11月 PHP研究所）
  - 【改題】新・異邦人の夢（1998年10月 徳間書店）
- 本格ミステリー宣言（1989年12月 講談社）
- エンゼル・ハイ スポーツカー王国日本の誕生（1990年3月 PHP研究所）
- 島田荘司の名車交遊録（1990年5月 立風書房）
  - 【改題】名車交遊録（上・下）（2005年8月 原書房）
- パリダカ漂流 1991死闘 砂漠への挑戦（1991年4月 芸文社）
- 自動車社会学のすすめ（1991年8月 講談社）
- 世紀末日本紀行（1994年7月 講談社）
- 本格ミステリー宣言II ハイブリッド・ヴィーナス論（1995年6月 講談社）
- 島田荘司読本（1997年6月 原書房）
- アメリカからのEV報告（1997年8月 南雲堂）
- 聖林輪舞 セルロイドのアメリカ近代史（2000年6月 徳間書店）
- ミタライカフェ（2002年3月 原書房）
- 21世紀本格宣言（2003年6月 講談社）
- 異邦の扉に還る時（2004年3月 原書房）
- 島田荘司のミステリー教室（2007年1月 南雲堂）
- 本格からHONKAKUへ 21世紀本格宣言II（2018年5月 南雲堂）

### アンソロジー（編纂）
- ミステリーの愉しみ（1991年 − 1992年 立風書房 鮎川哲也と共同編集）

1. 奇想の森
2. 密室遊戯
3. パズルの王国
4. 都市の迷宮
5. 奇想の復活

- 御手洗さんと石岡君が行く（1998年 原書房 コミックアンソロジー）
- 石岡和己の事件簿（1998年 原書房 コミックアンソロジー　さちみりほと共著）
- ちっぱーみたらいくん（1998年 原書房 コミックアンソロジー）
- 御手洗パロディ・サイト事件（上・下）（2000年 南雲堂 アンソロジー）
- 御手洗潔攻略本（2000年 原書房 アンソロジー）
- 石岡和己攻略本（2001年 原書房 アンソロジー）
- パロサイ・ホテル 御手洗パロディ・サイト事件2（上・下）（2001年 南雲堂 アンソロジー）
- 21世紀本格（2001年 光文社 責任編集アンソロジー）
- 牧逸馬の世界怪奇実話（2003年 光文社 責任編集アンソロジー）
- 島田荘司選 アジア本格リーグ

1. 錯誤配置（2009年 講談社）
2. 二つの時計の謎（2009年 講談社）
3. 美術館の鼠（2009年 講談社）
4. 蝶の夢（2009年 講談社）
5. 殺意の架け橋（2010年 講談社）
6. 第三面の殺人（2010年 講談社）

- 島田荘司選 日華ミステリーアンソロジー（2021年3月 講談社 アンソロジー）

### 対談集・書簡集
- 本格ミステリー館にて（1992年 南雲堂 綾辻行人との対談集）
  - 【改題】本格ミステリー館（1997年12月 角川文庫）
- 日本型悪平等起源論（1994年 光文社 笠井潔との対談集）
- 死刑囚・秋好英明との書簡集（1996年 南雲堂 秋好英明との書簡集）
- 奇想の源流 島田荘司対談集（1996年 有朋書院 対談集）
- 死刑の遺伝子（1998年 南雲堂 錦織淳との対談集）

### 漫画原作
- 御手洗くんの冒険1 ブローフィッシュ教殺人事件（1999年 南雲堂、作画：源一実）
- 御手洗くんの冒険2・3 マンモス館殺人事件（2003年 南雲堂、作画：源一実）
- ミタライ 探偵御手洗潔の事件記録（2013年 - 2014年　講談社、全3巻、漫画：原点火）
- 御手洗潔@星籠の海（2016年 講談社、全2巻、漫画：赤名修）
- 漱石と倫敦ミイラ殺人事件（2020年 - 2021年 秋田書店、全4巻、漫画：嶋星光壱）

### 英訳
- The Tokyo Zodiac Murders translated by Ross & Shika Mackenzie, IBC Publishing, 2004 & Pushkin Vertigo, 2015
- Murder in the Crooked House translated by Louise Heal Kawai, Pushkin Vertigo, 2019
- One Love Chigusa translated by David Warren, Red Circle, 2020

### その他
- 季刊 島田荘司01（2000年 原書房）
- 季刊 島田荘司02（2000年 原書房）
- 季刊 島田荘司03（2000年 原書房）
- 季刊 島田荘司04（2005年 原書房）

### 監修
- コナン・ドイル殺人事件（2002年 南雲堂）
- 本格ミステリー・ワールド2007（2007年 南雲堂）
- 本格ミステリー・ワールド2008（2007年 南雲堂）
- 本格ミステリー・ワールド2009（2008年 南雲堂）
- 本格ミステリー・ワールド2010（2009年 南雲堂）
- 本格ミステリー・ワールド2011（2010年 南雲堂）
- 本格ミステリー・ワールド2012（2011年 南雲堂）
- 本格ミステリー・ワールド2013（2012年 南雲堂）
- 本格ミステリー・ワールド2014（2013年 南雲堂）
- 本格ミステリー・ワールド2015（2014年 南雲堂）
- 本格ミステリー・ワールド2016（2015年 南雲堂）
- 本格ミステリー・ワールド2017（2016年 南雲堂）

### 音楽

#### LP
- LONELY MEN（1976年10月21日 ポリドール MR3019）
  - 「シマダソウジ（嶋田荘司）」名義。ミュージシャン時代にリリースしたアルバム。廃盤。

## 映像化作品

### テレビドラマ
日本テレビ系
- 火曜サスペンス劇場
  - 電話魔（1984年5月8日、主演：沢田亜矢子、原作：都市の声『展望塔の殺人』所収）
  - たった独りのあなたのために（1985年12月24日、主演：岸本加世子、原作：糸ノコとジグザグ『毒を売る女』所収）※原案
  - 火刑都市（1989年4月18日、主演：樋口可南子）

フジテレビ系
- 金曜女のドラマスペシャル
  - 高山殺人行1/2の女（1984年7月26日、主演：中井貴恵）

- 土曜プレミアム
  - 天才探偵ミタライ〜難解事件ファイル「傘を折る女」〜（2015年3月7日、主演：玉木宏、原作：傘を折る女『UFO大通り』所収）

TBS系
- サスペンススペシャル
  - 寝台特急「はやぶさ」1/60の壁（1986年1月3日、主演：三浦友和）

- 月曜ゴールデン
  - 警視庁三係・吉敷竹史シリーズ（主演：鹿賀丈史）
    - 寝台特急「はやぶさ」1/60秒の壁（2004年12月6日）
    - 灰の迷宮（2006年1月16日）
    - 北の夕鶴〜2/3の殺人（2008年1月21日）
    - 幽体離脱殺人事件（2008年10月6日）

テレビ朝日系
- 土曜ワイド劇場
  - 殺人ダイヤルを廻した女（1986年5月24日、主演：中田喜子、原作：殺人ダイヤルを捜せ）

NHK総合
- 探偵Xからの挑戦状！
  - ゴーグル男の怪（2011年8月5日、主演：田中圭）

### 映画
- 幻肢（2014年9月27日公開、配給：ディーライツ、監督：藤井道人、主演：吉木遼）
- 探偵ミタライの事件簿 星籠の海（2016年6月4日公開、監督：和泉聖治、主演：玉木宏）
- 夏、19歳の肖像（2017年5月27日中国で公開、監督：チャン・ロンジー、主演：ファン・ズータオ）[13]
- 乱歩の幻影（2024年7月26日公開、配給：JACO、監督：秋山純、主演：結城モエ） - 原作・脚本・音楽[14]